# Wallaceadrongo
De wallaceadrongo (Dicrurus densus) is een zangvogelsoort uit de familie van de Drongo's uit het geslacht Dicrurus.

## Verspreiding en leefgebied
Het verspreidingsgebied van de wallaceadrongo ligt oostelijk van de Wallacelijn op de Kleine Soenda-eilanden (zonder Bali). Het is een typisch endemische soort van deze eilanden, waartoe ook het onafhankelijke Oost-Timor behoort. Op de verschillende eilanden worden zes ondersoorten onderscheiden.
- D. d. vicinus: Lombok.
- D. d. bimaensis: van Soembawa tot Alor.
- D. d. sumbae: Soemba.
- D. d. densus: Roti, Timor, Wetar en Sermata.
- D. d. kuehni: Tanimbar-eilanden.
- D. d. megalornis: zuidoostelijke Molukken.

## Status
De wallaceadrongo heeft een verspreidingsgebied dat groter is dan 20.000 km². Een (eiland)oppervlakte die kleiner is, wordt gezien als een criterium voor kwetsbaarheid. De vogel is plaatselijk algemeen maar de totale grootte van de populatie is niet bekend. Er zijn geen harde cijfers over trends, maar er is geen aanleiding te veronderstellen dat de soort in aantal achteruit gaat. Daarom staat deze drongo als niet bedreigd op de Rode Lijst van de IUCN.